# Setophaga americana
El chipe azul olivo norteño o parula norteña (Setophaga americana) es una especie de ave paseriforme de la familia Parulidae que anida en América del Norte e pasa el invierno en México, América Central y las Antillas.